# Biskupi Asti
Biskupi Asti – lista biskupów diecezjalnych włoskiej diecezji Asti.

## Biskupi diecezjalni
- Ilduino (876–880)
- Giuseppe (881–887)[a]
- Staurace (892–899)
- Eilolfo (901–902)
- Bruningo (937–964)
- Rozone (966–992)
- Pietro [I] (992–1008)
- Alrico (1008–1034)
- Oberto [I] (1037–1040)
- Pietro [II] (1040–1054)
- Girelmo (1054–1065)
- Ingone (zm. 1080)
- Oddone [I] (1080–1098)
- Landolfo di Vergiate (1130–1134)
- Oddone [II] (1134–1142)
- Nazario [I] (1142–1146)
- Anzelmo (1148–1173)
- Guglielmo di Cabriano (1173–1191)
- Nazario [II] (1192–1196)
- Bonifacio (1198–1206)
- Guidetto (1210–1218)
- Giacomo da Porzia (1219–1236)
- Oberto [II] (1237–1244)
- Bonifacio de Cocconato (1245–1260)
- Corrado Radicati (1260–1282)
- Oberto [III] (1282–1293)
- Guido de Valperga (1295–1327)
- Arnaldo de Rosette (1327–1348)
- Baldracco Malabayla (1348–1354)
- Giovanni Malabayla (1355–1376)
- François Morozzi (1376–1380)
- Francesco Galli (1381–1408)
- Alberto Guttuario OSB (1409–1439)
- Bernardo Landriani (1439–1446)
- Filippo Baudone Roero OP (1447–1469)
- Scipione Damiano OSB (1469–1473)
- Bassino Malabaila (1473–1475)
- Pietro de Damianis (1475–1496)
- Raffaele di Ceva OFM (1496–1499)
- Antonio Trivulzio (1499–1508, ponownie 1509–1518)
- Albertino della Rovere (1508)
- Vasino Malabayla (1519–1525)
- Fernando de Gerona (1525–1528)
- Ambrogio Talento (1528)
- Scipione Roero (1529–1536)
- Bernardino della Croce B. (1547–1548)
- Gaspare Capris (1550–1569)
- Domenico della Rovere OP (1569–1587)
- Francesco Panigarola OFMObs (1587–1594)
- Caesar Benzio (1594–1595)
- Giovanni Stefano Ajazza (1596–1618)
- Isidoro Pentorio B. (1619–1622)
- Ottavio Broglia (1624–1647)
- Paolo Vincenzo Rovero (1655–1665)
- Marco Antonio Tomati (1666–1693)
- Innocenzo Migliavacca OCist (1696–1714)
- Giovanni Todone (1727–1739)
- Giuseppe Filippo Felissano (1741–1757)
- Giovanni San Martino (1757–1761)
- Paolo Maurizio Caissotti CO (1762–1786)
- Pietro Arborio di Gattinara (1788–1809)
- Antonio Faà di Bruno (1818–1829)
- Michele Amatore Lobetti (1832–1840)
- Filippo Artico (1840–1859)
- Carlo Savio (1867–1881)
- Giuseppe Ronco (1881–1898)
- Giacinto Arcangeli (1898–1909)
- Luigi Spandre (1909–1932)
- Umberto Rossi (1932–1952)
- Giacomo Cannonero (1952–1977)[b]
- Vito Nicola Cavanna (1977–1980)[c]
- Franco Sibilla (1980–1989)
- Severino Poletto (1989–1999)
- Francesco Guido Ravinale (2000–2018)
- Marco Prastaro (od 2018)